# Moreland (Georgia)
Moreland – miasto w Stanach Zjednoczonych, w stanie Georgia, w hrabstwie Coweta.